# عصر التداخل
عصر التداخل هو مصطلح يشير إلى زيادة ظاهرية في تجزؤ الاهتمام بسبب الأدوات الإعلامية وتعدد المهام الظاهرية. وقد تم تعميمه من قِبل توماس فريدمان في إحدى مقالاته بصحيفة نيويورك تايمز.

## أصل التسمية
اعتبر فريدمان هذا العصر بأنه «داء الحداثة» وميزه بأنه يعكس الإغراق المعلوماتي ونقص المدى الكافي للاهتمام:
«يحدث الاهتمام الجزئي المستمر عندما تكون مستخدمًا للإنترنت أو الهاتف المحمول أو بلاك بيري أثناء مشاهدتك في نفس الوقت للتلفزيون أو الكتابة على جهاز الكمبيوتر والإجابة على أحد الأسئلة المطروحة من قِبل أحد أطفالك. بمعنى أنك تقوم بمهام متعددة طوال اليوم، مع تكريس اهتمام جزئي فقط لكل عمل أو شخص تواجهه.»

## التكنولوجيا والتعليم
يُعتبر عصر التداخل، الذي يتميز بالإغراق المعلوماتي وتعدد المهام، حديثًا نسبيًا ولكن لا يزال يُعتبر موضوعًا يُدرس في كثير من الأحيان في تخصصات التعليم والتكنولوجيا. ويدرس المعلمون والباحثون في مجال التكنولوجيا الظاهرة فيما يتعلق بآثارها على التطور الاجتماعي والمعرفي والعاطفي. وتدرس إيلين روز، أستاذة التعليم في جامعة نيو برونزويك في كندا، بيئات التعلم عبر الإنترنت، مع تمتعها بخبرة خاصة في الآثار الاجتماعية للتكنولوجيا والإيكولوجيا الإعلامية. وفي مقال أكاديمي نُشر عام 2010، تفترض أن عصر التداخل هو عصر آخر في التشكيل التكنولوجي بعد عصر المعلومات. وتناقش عصر التداخل فيما يتعلق بالأجيال الشابة (الأصول الرقمية) ممن لديهم وفرة هائلة في المعلومات جنبًا إلى جنب مع سلوك عام بشأن قلة الانتباه. وتعتقد روز أن المعلمين يجب أن يولوا اهتمامًا بتعدد مهام الطلاب، حيث إن «... التعلم لا يمكن أن يتم ما لم يتم حضور المتعلم ذهنيًا، أي الحضور الذهني وليس الجسمي فقط.»
وعلى العكس، يجد باحثون آخرون وجهة نظر أكثر تفاؤلاً بشأن علاقة التكنولوجيا بتعدد المهام. وفي كتاب Media as Extensions، أكد لين (2009) على أن بنية المعلومات المرتبطة ارتباطًا تشعبيًا للمعلومات المتاحة على الإنترنت قد تعزز عملية التعلم والإبداع.